# Herten (Baden) (przystanek kolejowy)
Herten - przystanek kolejowy w Rheinfelden (Baden) (wieś Herten), w kraju związkowym Badenia-Wirtembergia, w Niemczech. Przystanek posiada 2 perony.

## Połączenia
Na przystanku zatrzymują się pociągi Regionalbahn. 
Połączenia (stacje końcowe):
- Bazylea
- Lauchringen
- Singen (Hohentwiel)
- Waldshut-Tiengen